# Daniel James
Daniel Owen James (Kingston upon Hull, 1997. november 10. –) angol születésű walesi válogatott labdarúgó, a Leeds United játékosa, de kölcsönben a Fulham csapatában szerepel.

## Pályafutása

### Klubcsapatokban
A Hull City és a Swansea City akadémiáján nevelkedett. A Swansea  korosztályos csapataiban mutatott teljesítményének köszönhetően felkerült hamar az első csapatba. 2016. január 10-én a kispadon kapott lehetőséget az Oxford United elleni angol kupában. 2017. június 30-án kölcsönbe került a Shrewsbury Town csapatához a szezon végéig. Augusztus 31-én felbontották a szerződést, miután nem lépett tétmérkőzésen pályára.
2018. február 6-án debütált az első csapatban a Notts County elleni kupamérkőzésen góllal. Augusztus 17-én a Birmingham City ellen 0–0-ra végződő másodosztályú mérkőzésen mutatkozott be a bajnokságban. November 24-én első bajnoki gólját szerezte meg a Norwich City ellen.
2019. június 6-án orvosi vizsgálatra érkezett a Manchester Unitedhez, amin megfelelt. Másnap a klub hivatalos honlapján jelentette be az átigazolást, ő volt Ole Gunnar Solskjær első igazolása a klubnál.
Mindjárt első tétmérkőzésén, a Chelsea elleni 4–0-s győzelem alkalmával eredményes tudott lenni az Old Traffordon, majd gólt szerzett a Crystal Palace elleni 2–1-es vereség alkalmával is. Augusztus végén negyedik bajnoki mérkőzésén a Southampton ellen megszerezte harmadik találatát is a csapatban. Ez utóbbi gólt később a klub szurkolói a hónap legszebb góljának választották, és James lett a hónap játékosa is a csapatnál. Ezt követően eredményessége visszaesett, legközelebb hét hónap múlva, a LASK elleni Európa-liga-mérkőzésen talált be, 2020 márciusában.
A következő szezonban december 20-án, a Leeds United elleni 6–2-es győzelem során volt először eredményes. 2021. február 2-án a United Premier League-rekordot jelentő különbséggel, 9–0 arányban győzte le hazai pályán a Southamptont, az egyik gólt pedig James szerezte. Második idényében mindössze 15 bajnokin kapott lehetőséget Ole Gunnar Solskjærtól.
2021. augusztus 31-én ötéves szerződést írt alá az érte 25 millió fontot fizető Leeds Unitedhez. A Manchester Unitedben 74 tétmérkőzésen kilenc gólt szerzett, és ugyanennyi gólpasszt adott csapattársainak. Első leeds-i gólját egy Tottenham Hotspur elleni vesztes mérkőzésen szerezte 2021. november 21-én.

### A válogatottban
Többszörös walesi korosztályos válogatott. 2017-ben Chris Coleman meghívta a novemberi Szerbia elleni 2018-as labdarúgó-világbajnokság-selejtező mérkőzésére, de pályára nem lépett. 2018. november 20-án mutatkozott be a felnőttek között Ryan Giggs irányítása alatt, Albánia ellen 1–0-ra elvesztett barátságos mérkőzésen. 2019. március 24-én második válogatott mérkőzésén megszerezte első gólját Szlovákia ellen.
Részt vett a koronavírus-járvány miatt egy évvel elhalasztott, 2021 nyarán megrendezett Európa-bajnokságon.

## Statisztika

### Klubcsapatokban
2019. augusztus 24-én lett frissítve.
| Klub                         | Szezon   | Bajnokság      | Bajnokság | Bajnokság | Kupa  | Kupa  | Ligakupa | Ligakupa | Nemzetközi | Nemzetközi | Egyéb | Egyéb | Összesen | Összesen |
| Klub                         | Szezon   | Osztály        | Mérk.     | Gólok     | Mérk. | Gólok | Mérk.    | Gólok    | Mérk.      | Gólok      | Mérk. | Gólok | Mérk.    | Gólok    |
| ---------------------------- | -------- | -------------- | --------- | --------- | ----- | ----- | -------- | -------- | ---------- | ---------- | ----- | ----- | -------- | -------- |
| Swansea City                 | 2015–16  | Premier League | 0         | 0         | 0     | 0     | 0        | 0        | —          | —          | —     | —     | 0        | 0        |
| Swansea City                 | 2016–17  | Premier League | 0         | 0         | 0     | 0     | 0        | 0        | —          | —          | —     | —     | 0        | 0        |
| Swansea City                 | 2017–18  | Premier League | 0         | 0         | 1     | 1     | —        | —        | —          | —          | —     | —     | 1        | 1        |
| Swansea City                 | 2018–19  | Championship   | 33        | 4         | 4     | 1     | 1        | 0        | —          | —          | —     | —     | 38       | 5        |
| Swansea City                 | Összesen | Összesen       | 33        | 4         | 5     | 2     | 1        | 0        | —          | —          | —     | —     | 39       | 6        |
| Shrewsbury Town (kölcsönben) | 2017–18  | League One     | 0         | 0         | —     | —     | 0        | 0        | —          | —          | 0     | 0     | 0        | 0        |
| Összesen                     | Összesen | Összesen       | 33        | 4         | 5     | 2     | 1        | 0        | 0          | 0          | 0     | 0     | 39       | 6        |
| Manchester United            | 2019–20  | Premier League | 4         | 3         | 0     | 0     | 0        | 0        | -          | -          | 0     | 0     | 0        | 0        |
| Összesen                     | Összesen | Összesen       | 35        | 7         | 5     | 2     | 1        | 0        | 0          | 0          | 0     | 0     | 39       | 6        |

### Válogatottban
2019. szeptember 12-én lett frissítve.
| Wales    | Wales | Wales |
| Év       | Mérk. | Gólok |
| -------- | ----- | ----- |
| 2017     | 0     | 0     |
| 2018     | 1     | 0     |
| 2019     | 5     | 2     |
| 2019     | 7     | 1     |
| Összesen | 13    | 3     |

### Válogatott góljai
| # | Időpont             | Helyszín                             | Ellenfél         | Gólok | Eredmény | Kiírás                                       |
| - | ------------------- | ------------------------------------ | ---------------- | ----- | -------- | -------------------------------------------- |
| 1 | 2019. március 24.   | Cardiff City Stadion, Cardiff, Wales | Szlovákia        | 1–0   | 1–0      | 2020-as labdarúgó-Európa-bajnokság selejtező |
| 2 | 2019. szeptember 9. | Cardiff City Stadion, Cardiff, Wales | Fehéroroszország | 1–0   | 1–0      | Barátságos mérkőzés                          |
| 3 | 2020. november 18.  | Cardiff City Stadion, Cardiff, Wales | Finnország       | 2–0   | 3–1      | 2020–2021-es UEFA Nemzetek Ligája            |

## Sikerei, díjai
Egyéni elismerés
- A hónap játékosa: 2019. augusztus (Manchester United)